# یواس‌اس میلیکوما (ای‌او-۷۳)
یواس‌اس میلیکوما (ای‌او-۷۳) (به انگلیسی: USS Millicoma (AO-73)) یک کشتی بود که طول آن ۵۲۳ فوت ۶ اینچ (۱۵۹٫۵۶ متر) بود. این کشتی در سال ۱۹۴۳ ساخته شد.